# Aloe nyeriensis
Aloe nyeriensis ist eine Pflanzenart in der Gattung der Aloen (Aloe).

## Beschreibung
Aloe nyeriensis ist eine strauchförmig wachsende, immergrüne sukkulente Pflanze, die Wuchshöhen zwischen 1 und 3 Metern erreicht. Die Sprossachse verzweigt sich direkt an der Basis oder kurz darüber, die Seitensprossachsen stehen aufrecht und sind zwischen 4,5 und 7 cm dick. Die frischen Laubblätter drängen sich an der Spitze der Seitensprossachse, darunter sitzen trockene, abgestorbene Blätter, die dann noch weiter unten abfallen und den nackten Stamm sichtbar werden lassen. Die Blattspreite ist lanzettförmig und bis zu 55 cm lang und bis zu 8 cm breit. Zur Basis hin stehen breitere Blätter. Die Spreiten sind fleischig und von grau-grüner Farbe. Junge Blätter sind oft auf beiden Seiten gepunktet, der Rand ist braun gesprenkelt. Am Blattrand sitzen nach vorne zeigende Zähne, die 3 bis 4 mm lang werden und im Abstand von 10 bis 12 mm stehen. Die Blätter sind mit einem gelblichen, wässrigen Saft gefüllt.
Der aufrechte Blütenstand ist 50 bis 80 cm lang, er ist in drei bis sechs hochgebogene Zweige unterteilt, von denen sich die untersten oft weiterverzweigen. Jeder Zweig trägt einen 8 bis 20 cm langen, zylindrischen bis kopfigen, rispigen Teilblütenstand, der einen Durchmesser von 7 cm erreicht und dicht mit Blüten besetzt ist. Die Tragblätter sind lanzettlich bis oval und zwischen 6 und 9 mm lang und 3 bis 4 mm breit; sie sind matt-braun mit dunkler Nervatur und fühlen sich papieren an. Die Blütenstiele sind 10 bis 20 mm lang. Die zwittrigen Blüten sind dreizählig. Die drei freien Kelchblätter sind leicht nach außen gebogen. Die drei hell scharlachroten Kronblätter sind häufig glänzend, an der Basis grün gesprenkelt und zylindrisch verwachsen mit einer Länge von 35 bis 40 mm und einem Durchmesser von etwa 7 mm. Die Staubblätter reichen aus der Blütenhülle heraus. Der Griffel ist gelb.
Die kurz gestielten, schwarz-braunen, ovalen Kapselfrüchte sind 16 bis 19 mm lang und etwa 9 mm breit. Die dunkelbraunen, etwa 8 mm langen und 3 mm breiten Samen tragen breite, blasse Flügel.

## Vorkommen
Diese Art ist endemisch in Kenia. Bestände wurden im Laikipia District 29 km östlich von Nyahururu und im Nyeri District in der Nähe von Naro Moro gefunden. Zwei weitere kleine Bestände finden sich an der Ngobit-Brücke 50 km nordöstlich von Nyeri und an der Suguroi-Brücke 45 km östlich von Nyahururu.
Aloe nyeriensis wächst auf steinigen Böden in der Savanne, oft in Gemeinschaft mit Akazien (Acacia) in Höhenlagen zwischen 1760 und 2100 Meter.

## Botanische Geschichte
Aloe nyeriensis wurde 1952 von Hugh Basil Christian erstbeschrieben. Der Holotypus liegt im National Herbarium and Botanic Garden, Causeway, Harare, vormals Salisbury, Simbabwe (SRGH) und stammt aus dem Nyeri Distrikt, 39 km nördlich von Nyeri.
Gilbert Westacott Reynolds beschrieb 1953 ein anderes Exemplar aus dem Bestand an der Ngobit-Brücke als eigene Art. Die Verfasser der Flora of Tropical East Africa folgten dieser Ansicht aber nicht. Aloe ngobitensis gilt jetzt als Synonym von Aloe nyeriensis.
Peter Edward Brandham entdeckte 1957 in der Nähe der Suguroi-Brücke eine natürliche Hybride zwischen Aloe nyeriensis und Aloe graminicola mit gelben Blüten.